# La Villedieu-du-Clain
La Villedieu-du-Clain est une commune du Centre-Ouest de la France, située dans le département de la Vienne en région Nouvelle-Aquitaine.

## Géographie

### Localisation
La Villedieu-du-Clain est située à peu près à 13 km au sud de Poitiers. 

### Communes limitrophes
|          | Roches-Prémarie-Andillé | Nouaillé-Maupertuis Nieuil-l'Espoir |
|          | La Villedieu-du-Clain   | Gizay                               |
| Aslonnes |                         |                                     |

### Géologie et relief
La région de Villedieu-du-Clain présente un paysage de plaines vallonnées plus ou moins boisées. Le terroir se compose :
- d'argile à silex et de bornais (ce sont des sols brun clair sur limons, profonds et humides, à tendance siliceuse) pour respectivement 32 % et 52 % situés sur les plateaux du seuil du Poitou ;
- de groies profondes pour 2 % qui se trouve dans les plaines calcaires. Les groies sont des terres du sud-ouest de la France, argilo-calcaires, peu profondes  - en général de moins de 50 cm d’épaisseur – et  plus ou moins riches en cailloux. Elles sont fertiles et saines et donc, propices à la polyculture céréalière mais elles s’assèchent vite ;
- de l'agglomération pour 14 %.

En 2006, 47 % de la superficie de la commune était occupée par l'agriculture, 41 % par des forêts et des milieux semi-naturels et 12 % par des zones construites et aménagées par l'homme (voirie). La présence de milieux naturels et semi-naturels riches et diversifiés sur le territoire communal permet d’offrir des conditions favorables à l’accueil de nombreuses espèces pour l'accomplissement de leur cycle vital (reproduction, alimentation, déplacement, refuge). Forêts, landes, prairies et pelouses, cours d’eau et zones humides … constituent ainsi des cœurs de biodiversité et/ou de véritables corridors biologiques.
La forêt privée représente, en 2007, 285 hectares soit 40 % du territoire communal. Les espaces boisés sur le territoire communal contribuent à assurer des fonctions de production (bois d’œuvre mais aussi bois énergie), de protection (espèces, qualité des eaux) et sociales (accueil du public). Les forêts les plus anciennes ou implantées dans des conditions écologiques particulières (pentes, bords de cours d'eau, etc.) abritent en général la biodiversité la plus forte. Mais, au cours de l’histoire, pour répondre aux besoins d'une population rurale importante, la forêt poitevine a été intensément défrichée et surexploitée jusqu’à la révolution industrielle. Environ la moitié des forêts actuelles du Poitou n'existait pas il y a 200 ans.

### Hydrographie
134 mares ont été répertoriées sur l’ensemble du territoire communal (30 000 recensées dans le Poitou et les Charentes). Ces mares ont été créées par l'homme, notamment pour répondre aux besoins en eau des habitants (mares communautaires), du cheptel ou à la suite d'activités extractives (argile, marne, pierres meulières). Très riches au niveau botanique, elles jouent un rôle majeur pour les batraciens (tritons, grenouilles), les reptiles (couleuvres) et les libellules. Elles sont un élément symbolique du patrimoine rural et du maintien de la biodiversité en zone de plaine et de bocage.

### Climat
Pour des articles plus généraux, voir Climat de la Nouvelle-Aquitaine et Climat de la Vienne.
Historiquement, la commune est exposée à un climat océanique du nord-ouest.  
En 2020, Météo-France publie une typologie des climats de la France métropolitaine dans laquelle la commune est exposée à un climat océanique altéré et est dans la région climatique Poitou-Charentes, caractérisée par un bon ensoleillement, particulièrement en été et des vents modérés.
Pour la période 1971-2000, la température annuelle moyenne est de 11,7 °C, avec une amplitude thermique annuelle de 15 °C. Le cumul annuel moyen de précipitations est de 773 mm, avec 11,4 jours de précipitations en janvier et 6,8 jours en juillet. Pour la période 1991-2020, la température moyenne annuelle observée sur la station météorologique la plus proche, située sur la commune de Biard à 14,37 km à vol d'oiseau, est de 12,2 °C et le cumul annuel moyen de précipitations est de 695,3 mm,. Pour l'avenir, les paramètres climatiques de la commune estimés pour 2050 selon différents scénarios d'émission de gaz à effet de serre sont consultables sur un site dédié publié par Météo-France en novembre 2022.

## Urbanisme

### Typologie
Au 1er janvier 2024, La Villedieu-du-Clain est catégorisée bourg rural, selon la nouvelle grille communale de densité à sept niveaux définie par l'Insee en 2022.
Elle est située hors unité urbaine. Par ailleurs la commune fait partie de l'aire d'attraction de Poitiers, dont elle est une commune de la couronne,. Cette aire, qui regroupe 97 communes, est catégorisée dans les aires de 200 000 à moins de 700 000 habitants,.

### Occupation des sols
L'occupation des sols de la commune, telle qu'elle ressort de la base de données européenne d’occupation biophysique des sols Corine Land Cover (CLC), est marquée par l'importance des territoires agricoles (44,6 % en 2018), en diminution par rapport à 1990 (47,1 %). La répartition détaillée en 2018 est la suivante : 
forêts (41 %), terres arables (23,9 %), zones agricoles hétérogènes (20,7 %), zones urbanisées (14,2 %), mines, décharges et chantiers (0,2 %). L'évolution de l’occupation des sols de la commune et de ses infrastructures peut être observée sur les différentes représentations cartographiques du territoire : la carte de Cassini (XVIIIe siècle), la carte d'état-major (1820-1866) et les cartes ou photos aériennes de l'IGN pour la période actuelle (1950 à aujourd'hui).

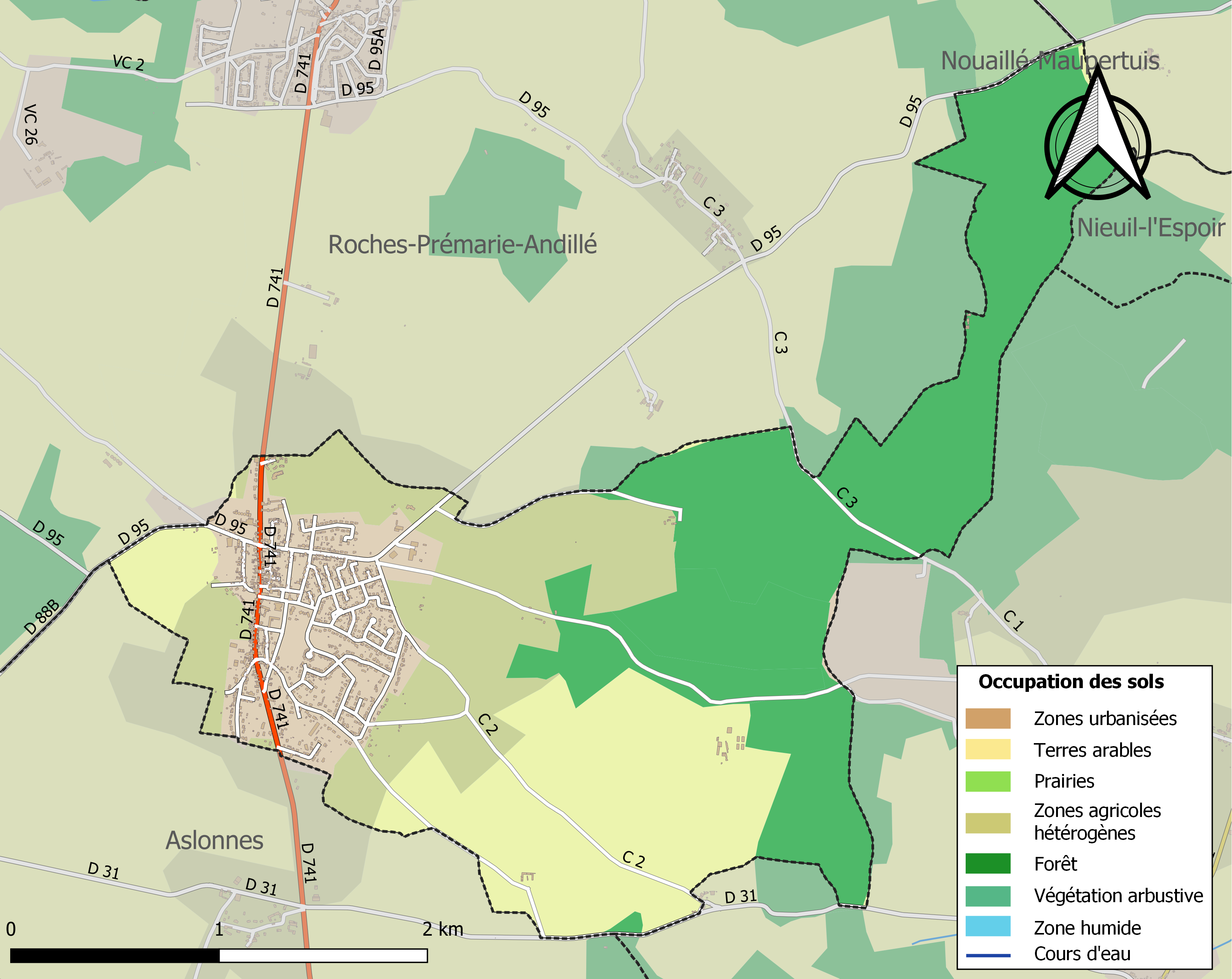
Carte des infrastructures et de l'occupation des sols de la commune en 2018 (CLC).

### Habitat et logement
En 2018, le nombre total de logements dans la commune était de 718, alors qu'il était de 677 en 2013 et de 626 en 2008.
Parmi ces logements, 93,7 % étaient des résidences principales, 1,4 % des résidences secondaires et 5 % des logements vacants. Ces logements étaient pour 95,3 % d'entre eux des maisons individuelles et pour 4,7 % des appartements.
Le tableau ci-dessous présente la typologie des logements à la La Villedieu-du-Clain en 2018 en comparaison avec celle de la Vienne et de la France entière. Une caractéristique marquante du parc de logements est ainsi une proportion de résidences secondaires et logements occasionnels (1,4 %) très inférieure à celle du département (5,9 %) et de celle de la France entière (9,7 %). Concernant le statut d'occupation de ces logements, 73,7 % des habitants de la commune sont propriétaires de leur logement (76 % en 2013), contre 61,7 % pour la Vienne et 57,5 % pour la France entière.
| Typologie                                               | La Villedieu-du-Clain | Vienne | France entière |
| ------------------------------------------------------- | --------------------- | ------ | -------------- |
| Résidences principales (en %)                           | 93,7                  | 84,5   | 82,1           |
| Résidences secondaires et logements occasionnels (en %) | 1,4                   | 5,9    | 9,7            |
| Logements vacants (en %)                                | 5                     | 9,6    | 8,2            |

### Risques majeurs
Le territoire de la commune de La Villedieu-du-Clain est vulnérable à différents aléas naturels : météorologiques (tempête, orage, neige, grand froid, canicule ou sécheresse), feux de forêts, mouvements de terrains et séisme (sismicité modérée). Il est également exposé à un risque technologique,  le transport de matières dangereuses. Un site publié par le BRGM permet d'évaluer simplement et rapidement les risques d'un bien localisé soit par son adresse soit par le numéro de sa parcelle.

#### Risques naturels
La Villedieu-du-Clain est exposée au risque de feu de forêt. En 2014, le deuxième plan départemental de protection des forêts contre les incendies (PDPFCI) a été adopté pour la période 2015-2024. Les obligations légales de débroussaillement dans le département sont définies dans un arrêté préfectoral du 29 mai 2015,, celles relatives à l'emploi du feu et au brûlage des déchets verts le sont dans un arrêté permanent du 24 mai 2015,.

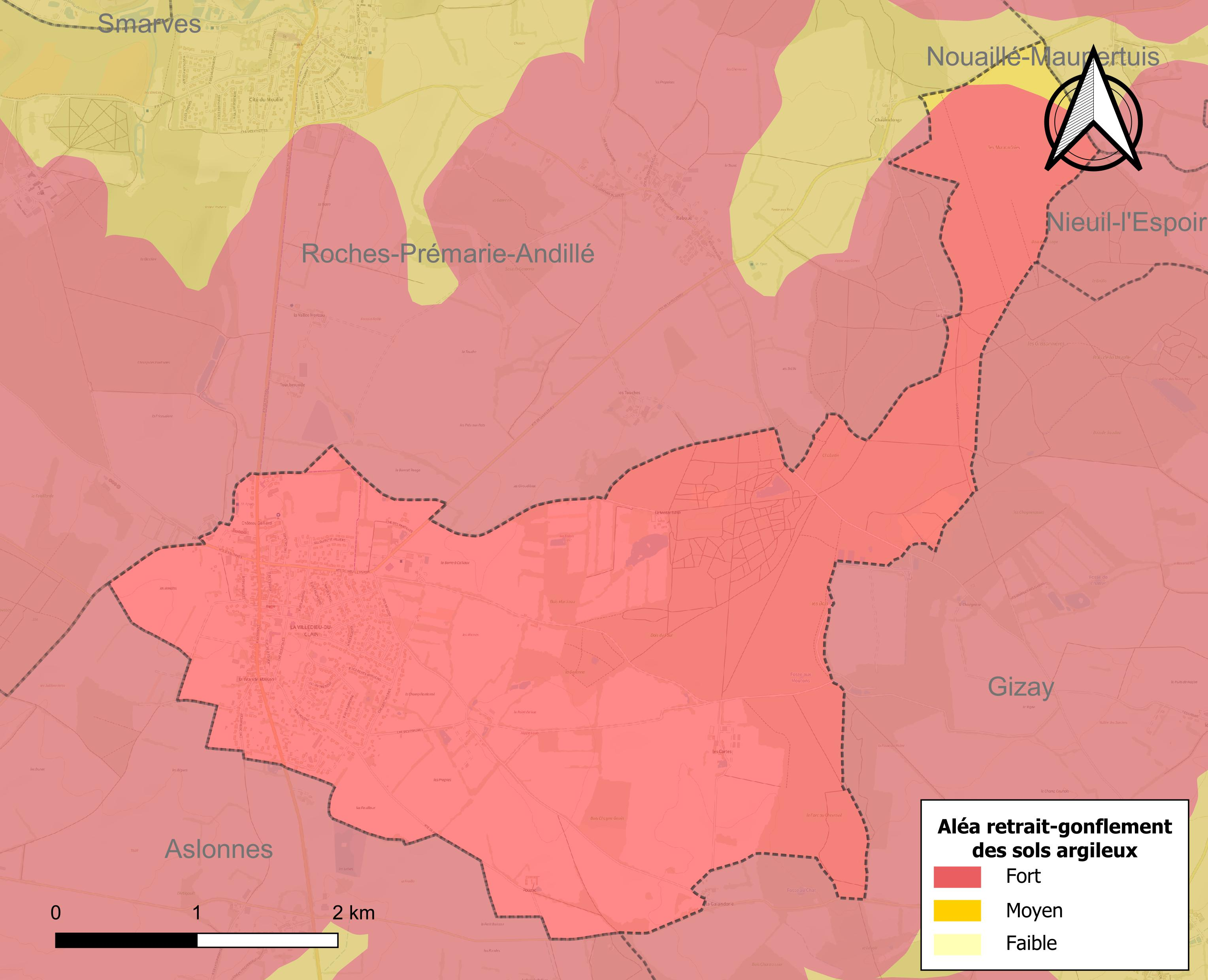
Carte des zones d'aléa retrait-gonflement des sols argileux de La Villedieu-du-Clain.

Les mouvements de terrains susceptibles de se produire sur la commune sont des tassements différentiels. Le retrait-gonflement des sols argileux est susceptible d'engendrer des dommages importants aux bâtiments en cas d’alternance de périodes de sécheresse et de pluie. La totalité de la commune est en aléa moyen ou fort (79,5 % au niveau départemental et 48,5 % au niveau national). Depuis le 1er octobre 2020, en application de la loi ÉLAN, différentes contraintes s'imposent aux vendeurs, maîtres d'ouvrages ou constructeurs de biens situés dans une zone classée en aléa moyen ou fort,.
La commune a été reconnue en état de catastrophe naturelle au titre des dommages causés par les inondations et coulées de boue survenues en 1982, 1983, 1987, 1995, 1999 et 2010, par la sécheresse en 1989, 1991, 1996, 2003, 2005, 2011 et 2017 et par des mouvements de terrain en 1999 et 2010.

## Toponymie
Le nom du bourg proviendrait du latin Villa Dei, la Maison ou le Domaine de Dieu. Ce nom a peut-être été attribué par les Templiers, ces derniers ayant installé une commanderie sur ce territoire. Une commanderie était une vaste exploitation agricole issue d'un don fait à l'Ordre pour lui permettre de poursuivre ses œuvres de bienfaisance et surtout d'aider ses frères d'Orient.

## Histoire
La Villedieu accueille favorablement les avancées de la Révolution française. Elle plante ainsi son arbre de la liberté, symbole de la Révolution. Il devient le lieu de ralliement de toutes les fêtes et des principaux événements révolutionnaires. Et comme symbole de la Révolution, l’arbre est victime d’un attentat au moment de la réaction royaliste, en 1799.

## Politique et administration

### Rattachements administratifs et électoraux

#### Rattachements administratifs
La commune se trouve dans l'arrondissement de Poitiers du département de lla Vienne.
Elle était depuis 1793 le chef-lieu du canton de La Villedieu-du-Clain. Dans le cadre du redécoupage cantonal de 2014 en France, cette circonscription administrative territoriale a disparu, et le canton n'est plus qu'une circonscription électorale.

#### Rattachements électoraux
Pour les élections départementales, la commune fait partie depuis 2014 du canton de Vivonne
Pour l'élection des députés, elle fait partie de la deuxième circonscription de la Vienne.

### Intercommunalité
La Villedieu du Clain était le siège de la communauté de communes de la Région de La Villedieu-du-Clain, un établissement public de coopération intercommunale (EPCI) à fiscalité propre créé fin 1995  et auquel la commune avait transféré un certain nombre de ses compétences, dans les conditions déterminées par le code général des collectivités territoriales.
Conformément aux prescriptions de la loi de réforme des collectivités territoriales du 16 décembre 2010, qui a prévu le renforcement et la simplification des intercommunalités et la constitution de structures intercommunales de grande taille, cette intercommunalité a fusionné avec sa voisine pour former, le 1er janvier 2014, la communauté de communes des Vallées du Clain dont la commune est le siège.

### Liste des maires
| Période                                  | Période                       | Identité                   | Étiquette    | Qualité |
| ---------------------------------------- | ----------------------------- | -------------------------- | ------------ | --- |
| Les données manquantes sont à compléter. |                               |                            |              | |
|                                          |                               | Alfred Richard             | Droite       | Conseiller général de la Villedieu-du-Clain (1889 → 1998)                                                                            |
|                                          |                               | Charles Richard            | Conservateur | Avocat Conseiller général de la Villedieu-du-Clain (1889 → 1940) Nommé conseiller départemental en 1943 par le Gouvernement de Vichy |
| Les données manquantes sont à compléter. |                               |                            |              | |
| avant 1962                               | 1965                          | Marcel Dubois              |              | |
| 1965                                     | 1977                          | Dominique de la Martinière |              | Inspecteur général des finances |
| 1977                                     | 1995                          | Pierre Cartraud            | PS           | Maître de conférences à l’École supérieure d'ingénieurs de Poitiers Conseiller général de la Villedieu-du-Clain (1994 → 2008)        |
| 1995                                     | mars 2008                     | Francis Ripault            |              | |
| mars 2008                                | juillet 2020                  | Isabelle Domont            |              | |
| juillet 2020                             | septembre 2022                | Bernard Duchateau          |              | |
| novembre 2022,                           | En cours (au 11 janvier 2023) | Michèle Boutillet          |              | |

## Équipements et services publics

### Postes et télécommunications
Les réformes successives de La Poste  ont conduit à la fermeture de nombreux bureaux de poste ou à leur transformation en simple relais. Toutefois, la commune a pu maintenir le sien.

### Justice, sécurité, secours et défense
La commune relève du tribunal d'instance de Poitiers, du tribunal de grande instance de Poitiers, de la cour d'appel  de Poitiers, du tribunal pour enfants de Poitiers, du conseil de prud'hommes de Poitiers, du tribunal de commerce de Poitiers, du tribunal administratif de Poitiers et de la cour administrative d'appel  de  Bordeaux,  du tribunal des pensions de Poitiers, du tribunal des affaires de la Sécurité sociale de la Vienne, de la cour d’assises de la Vienne.
Elle dispose d'une gendarmerie.

## Population et société

### Démographie
En 2022, la commune de La Villedieu-du-Clain comptait 1526 habitants. À partir du XXIe siècle, les recensements réels des communes de moins de 10 000 habitants ont lieu tous les cinq ans. Les autres « recensements » sont des estimations.
| 1793 | 1800 | 1806 | 1821 | 1831 | 1836 | 1841 | 1846 | 1851 |
| ---- | ---- | ---- | ---- | ---- | ---- | ---- | ---- | ---- |
| 230  | 214  | 276  | 253  | 320  | 335  | 390  | 419  | 425  |

| 1856 | 1861 | 1866 | 1872 | 1876 | 1881 | 1886 | 1891 | 1896 |
| ---- | ---- | ---- | ---- | ---- | ---- | ---- | ---- | ---- |
| 425  | 427  | 450  | 435  | 460  | 477  | 541  | 525  | 515  |

| 1901 | 1906 | 1911 | 1921 | 1926 | 1931 | 1936 | 1946 | 1954 |
| ---- | ---- | ---- | ---- | ---- | ---- | ---- | ---- | ---- |
| 543  | 552  | 539  | 502  | 460  | 436  | 419  | 429  | 433  |

| 1962 | 1968 | 1975 | 1982  | 1990  | 1999  | 2005  | 2006  | 2010  |
| ---- | ---- | ---- | ----- | ----- | ----- | ----- | ----- | ----- |
| 440  | 537  | 831  | 1 091 | 1 356 | 1 327 | 1 388 | 1 392 | 1 542 |

| 2015  | 2020  | 2022  | - | - | - | - | - | - |
| ----- | ----- | ----- | - | - | - | - | - | - |
| 1 591 | 1 536 | 1 526 | - | - | - | - | - | - |

La hausse de la population de La Villedieu-du-Clain illustre le constat démographique suivant : des zones rurales qui perdent de plus en plus d’habitants au profit d’une zone périurbaine autour de Poitiers (dont fait partie la commune) et de Châtellerault. Cette vaste zone concentre 70 % de la population du département (soit environ 300 000 personnes) et 25 % des moins de 20 ans. En outre, en supposant le maintien des tendances démographiques depuis 1990, entre 2006 et 2020, la population de l’aire urbaine de Poitiers devrait s’accroître de + 16,5 %. La population de la commune devrait donc continuer à croitre.

## Économie

### Agriculture
Selon la direction régionale de l'Alimentation, de l'Agriculture et de la Forêt de Poitou-Charentes, il n'y a plus que 4 exploitations agricoles en 2010 contre 7 en 2000.
Les surfaces agricoles utilisées ont diminué et sont passées de 183 hectares en 2000 à 136 hectares en 2010. En 2000, un hectare (zéro en 2010) était consacré à la vigne.
L'élevage de volailles a connu une baisse : 78 têtes en 2000 répartis sur cinq fermes contre 28 têtes en 2010 répartis sur trois fermes.

### Développement durable
La commune accueille l'un des onze centres de compostage des déchets organiques du département. Le tonnage annuel est de 1 950 tonnes  alors que pour l'ensemble des équipements du département, il est de 175 050 tonnes.

## Culture locale et patrimoine

### Lieux et monuments
- L'église Saint-Jean-Baptiste est classée comme monument historique depuis 1907[42]. L'édifice date du XIIe siècle pour la façade et le chœur. La nef a été reconstruite au XIXe siècle. La façade romane possède un porche à chapiteaux sculptés, des peintures représentant l'Annonciation, et des corniches à modillons. Le chœur est aussi roman avec des chapiteaux représentant des végétaux et des animaux. L'église abrite une belle Vierge à l'Enfant, une statue de sainte Néomaye, un buste reliquaire d'un évêque du XVIIe ou XVIIIe siècle. L’église comporte un corbeau représentant un âne jouant du frestel datant du XIIe siècle. Le thème de l’âne musicien est un thème fréquent dans le bestiaire roman. On le retrouve sculpté sur les chapiteaux, les corbeaux ou les modillons. Il évoque l’ignorance d’un lourdaud prétentieux et la paresse spirituelle. Cette iconographie se retrouve sur d’autres édifices religieux du Poitou comme sur un modillon de l’église Saint-Porchaire de Poitiers (XIIe siècle), sur un corbeau qui supporte par une corniche de l'église Sainte-Radegonde de Poitiers (XIIIe siècle), sur un corbeau de l'église de Marnay (Vienne).

L'église Saint-Jean-Baptiste
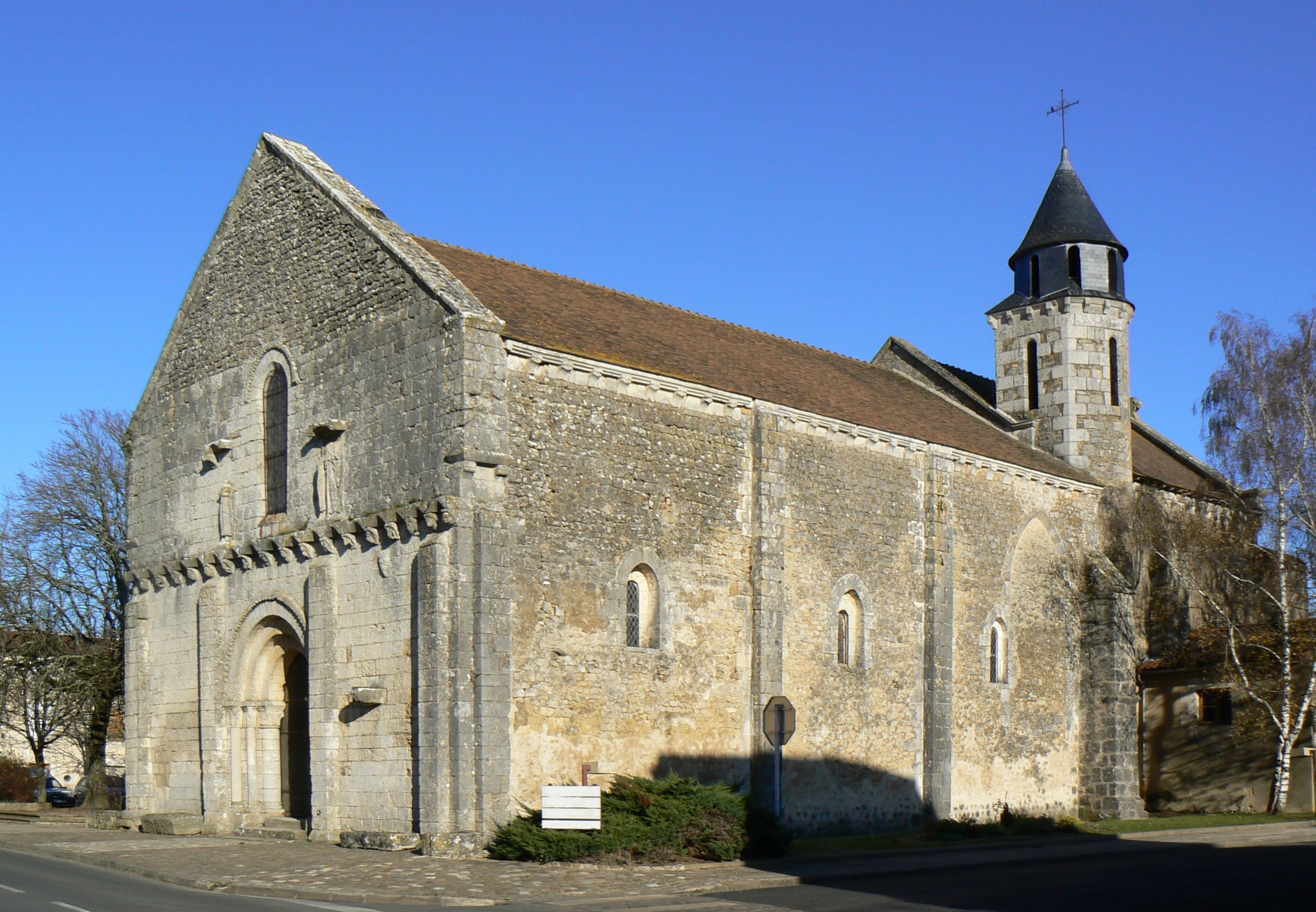
L'église.
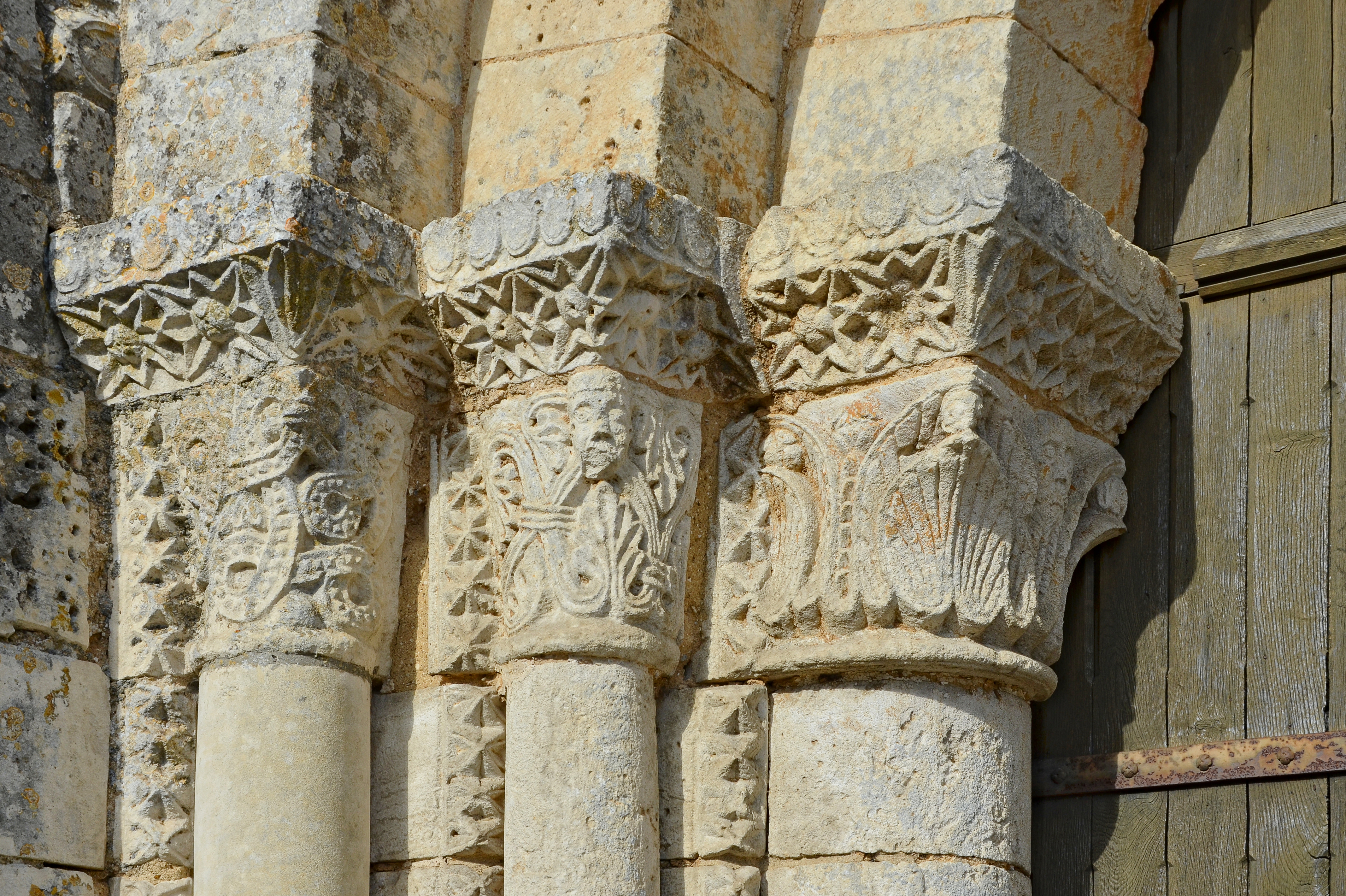
Chapiteaux du portail, à gauche.
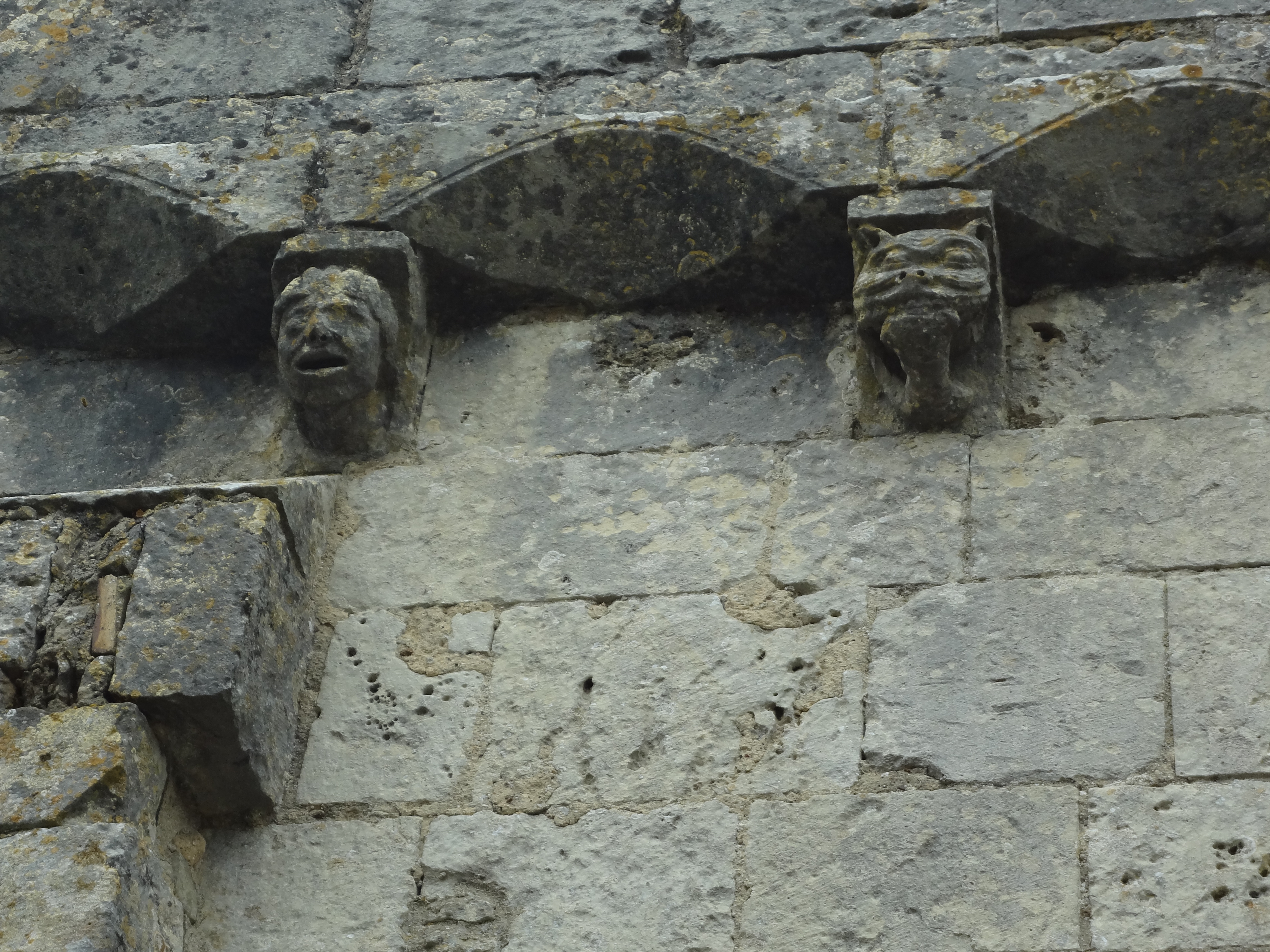
Premiers modillons, en partant de la gauche, sur la façade.
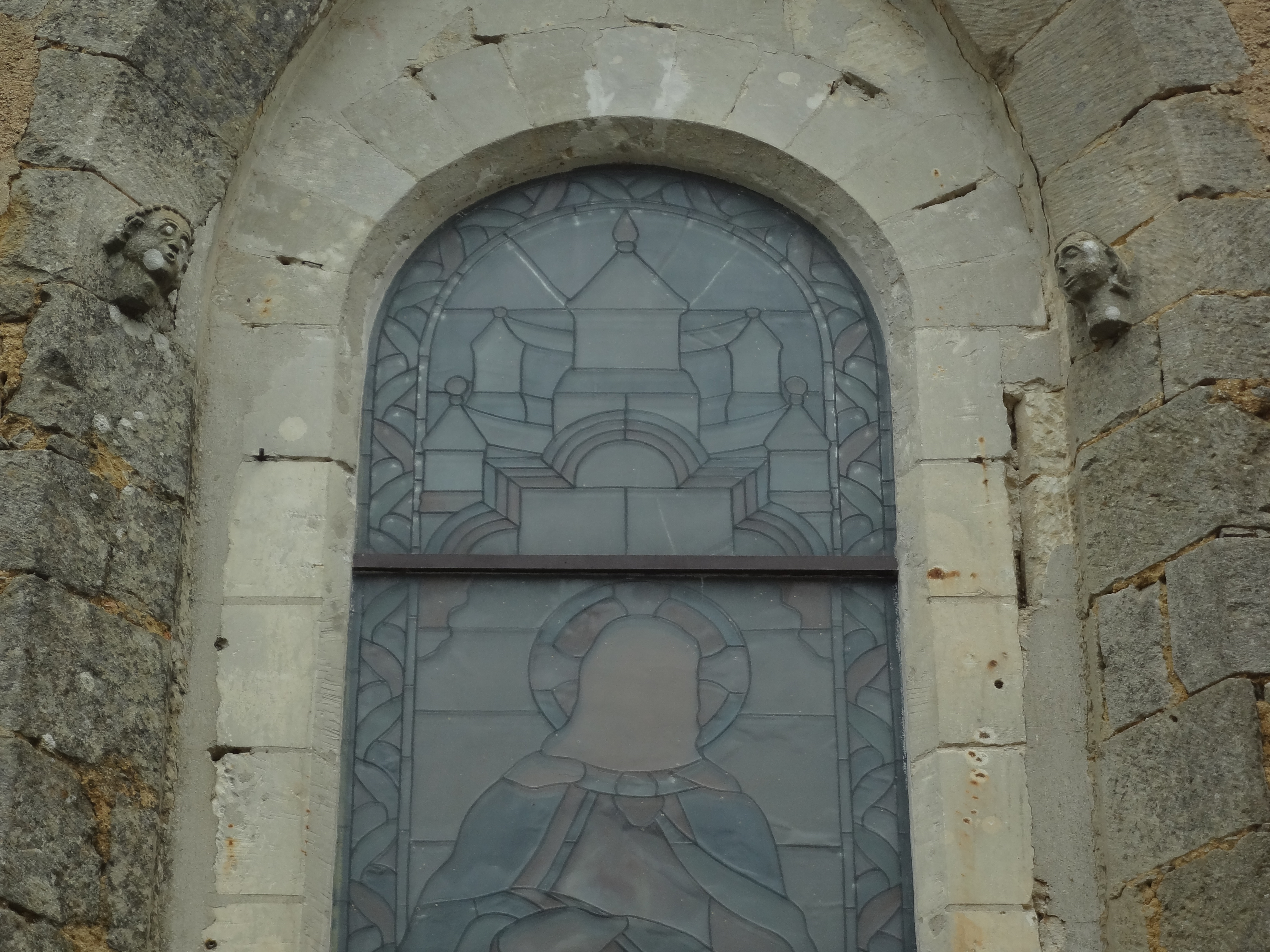
Modillons du chevet.

- La commanderie Gaillard dont le pigeonnier est inscrit depuis 1988 comme monument historique.

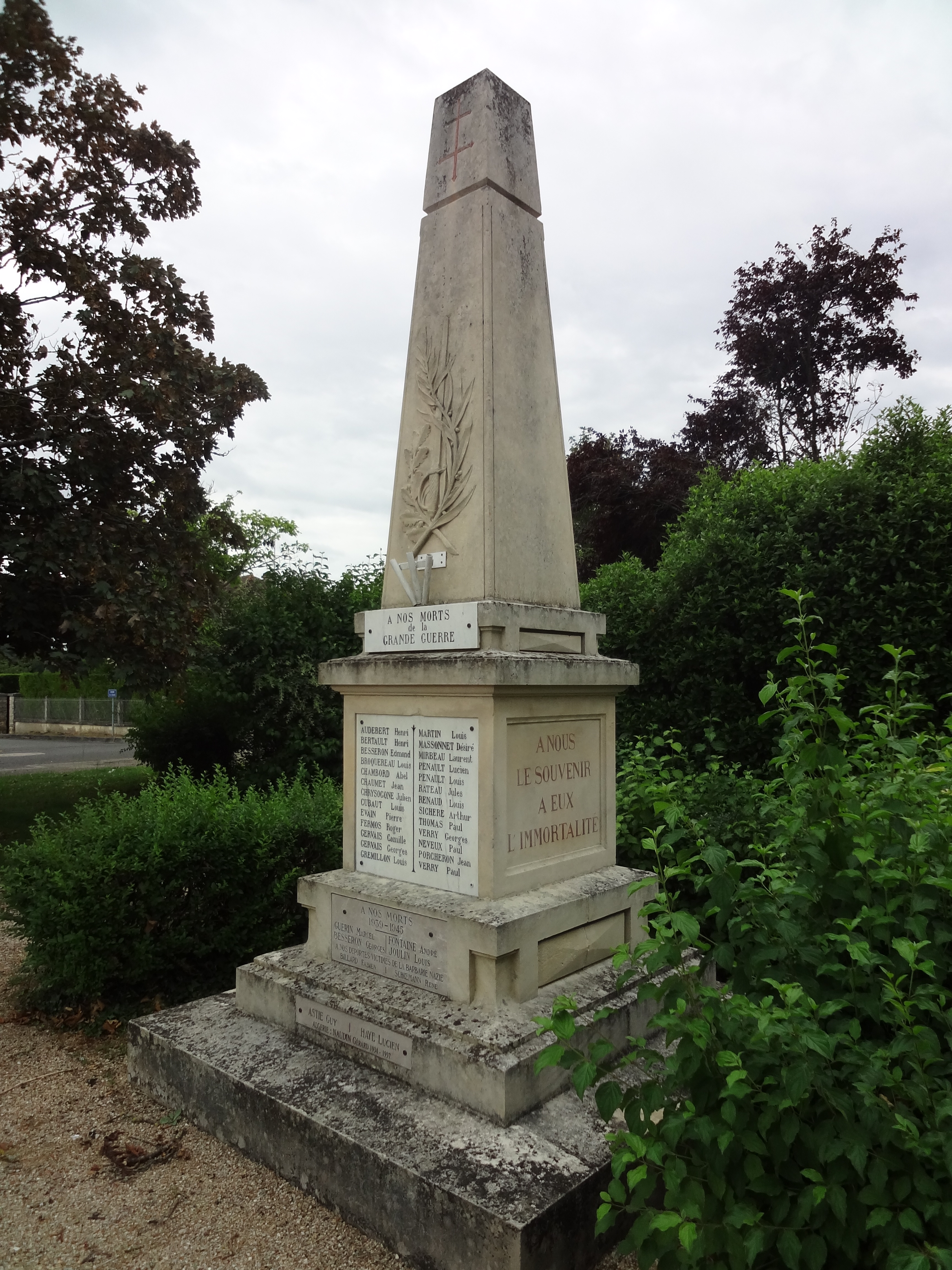
Monument aux morts de la Villedieu-du-Clain.

### Personnalités liées à la commune
- Dominique de la Martinière

### Héraldique
| Blason de La Villedieu-du-Clain | Blason  | D'argent à la croix de gueules.                  |
| Blason de La Villedieu-du-Clain | Détails | Le statut officiel du blason reste à déterminer. |